# سائل لوتينجر

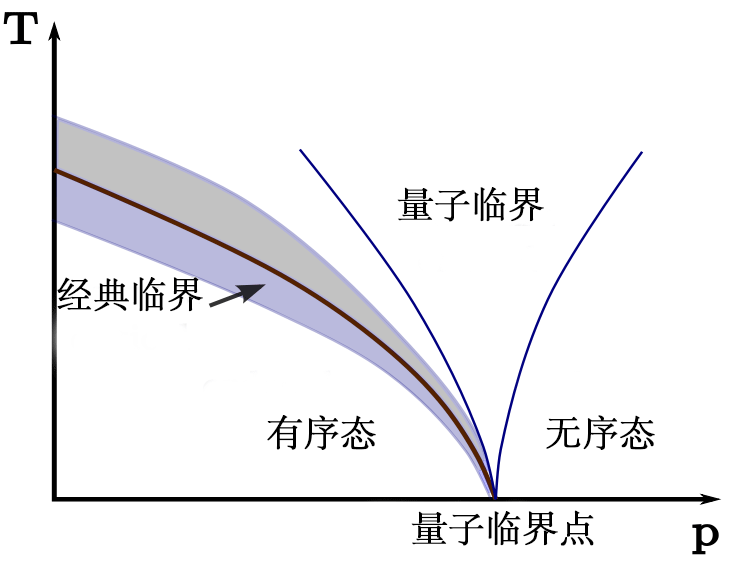

سائل لوتينجر أو سائل توموناجا-لوتينجر هو نموذج نظري يصف تفاعل الإلكترونات (أو غيرها من الفرميونات) في موصل أحادي البعد (مثل الأسلاك الكمية مثل أنابيب الكربون النانوية). هذا النموذج ضروري خاصة بعد انهيار نموذج سائل فيرمي في البعد الأحادي.
يُعتبر توموناجا هو أول من قدّم نموذج سائل توموناجا-لوتينجر في عام 1950. أظهر النموذج أنه تحت بعض الظروف الخاصة فإن التفاعلات بين الإلكترونات من الدرجة الثانية يمكن اعتبارها تفاعلات بوزونية. في عام 1963، أعاد لوتينجر تكوين النظرية في ضوء نظرية بلوخ للموجات الصوتية وأظهر أن الظروف المفترحة بواسطة توموناجا كانت غير ضرورية من أجل اعتبار الإلكترونات من الدرجة الثانية كبوزونات. إلا أن هذا الحل للنموذج كان غير صحيح حيث أن الحل الصحيح قدمه ماتيب وليب في عام 1965.

## النظرية
تصف نظرية سائل لوتينجر الاستحاثة قليلة الطاقة في الغاز الإلكتروني أحادي البعد كبوزونات. بداية مع الكترون هاملتون الحر:
{\displaystyle H=\sum _{k}\epsilon _{k}c_{k}^{\dagger }c_{k}}
تنقسم إلى اليسار واليمين حيث تتحرك الإلكترونات وتعاني من عملية التصفيف مع التقريب {\displaystyle \epsilon _{k}\approx \pm v_{F}(k-k_{F})} على الدرجة {\displaystyle \Lambda }:
{\displaystyle H=\sum _{k=k_{F}-\Lambda }^{k_{F}+\Lambda }v_{F}k(c_{k}^{R\dagger }c_{k}^{R}-c_{k}^{L\dagger }c_{k}^{L})}
يُستخدم التعبير عن البوزونات في ضوء الفيرميونات لتمثيل الكترونات هاملتون كناتج لتفاعل اثنين من البوزونات في محوّل بوجوليوبوف.
يمكن استخدام التحول الكامل للبوزونات للتنبؤ بانفصال الشحنة الدورانية. التفاعلات بين الإلكترونات وبعضها البعض يمكن استخدامها لحساب وظائف العلاقة المتبادلة بينها.

## الميزات
من بين السمات المميزة لسائل لوتينجر هو ما يلي:
- استجابة كثافة الشحنة (أو الجسيمات) إلى بعض الاضطرابات الخارجية تكون في صورة موجات («البلازمونات» أو موجات كثافة الشحنة) حيث السرعة التي يتم تحديدها من قبل قوة من التفاعل ومتوسط الكثافة. سرعة الموجة تساوي سرعة فيرمي.
- بالمثل هناك موجات كثافة الدوران (والتي سرعتها في أقل تقدير تساوي سرعة فيرمي). يتم تمثيل هذه الموجات بصورة مستقلة عن موجات كثافة الشحنة. وتعرف هذه الحقيقة باسم فصل الشحنة والدوران.

## وصلات خارجية
- مقدمة قصيرة (جامعة شتوتغارت، ألمانيا)
- قائمة الكتب (مكتبة فريساينس)